# Pleine-Lune (nouvelle)
Pour les articles homonymes, voir Pleine lune (homonymie).
Pleine-Lune (titre original : Moon-Face: A Story of Mortal Antipathy) est une nouvelle américaine de Jack London publiée aux États-Unis en 1902.

## Historique
La nouvelle est publiée initialement dans The Argonaut (en) en juillet 1902, avant d'être reprise dans le recueil Moon-Face & Others Stories en septembre 1906.

## Résumé
Le protagoniste de cette nouvelle voue une haine irrationnelle ("défiant toute analyse et toute définition") envers John Claverhouse, un fermier au visage de lune (Moon face). Haine qui prendrait principalement sa source du fait que “son physique” offusque “sa vue” et qu’il considère “sa présence comme de trop sur terre”. Le protagoniste devient alors obsédé par Claverhouse (cet homme d’un naturel joyeux, débordant "de gaieté", d’un "optimiste invétéré") et surtout de son rire "énorme", gargantuesque qui le touche jusqu’au cœur.
Sa haine grandissante le pousse ensuite à un harcèlement indirect envers le fermier : secrètement il lâche son bétail dans ses récoltes, empoisonne son chien, incendie son hangar et sa grange à foin et concourt, à l’aide d’un usurier, à sa ruine et le contraint à vendre sa maison.
Ces différents événements malheureux n’entament tout de même pas la joie et les rires de John Claverhouse. Le protagoniste, trouvant cette situation insupportable, est alors fermement décidé à le tuer. Il échafaude ainsi un plan ingénieux et diabolique : connaissant la pratique illégale, par le fermier, de la pêche à la truite à l’aide d’un bâton de dynamite, il lui offre sa chienne Bellone (patiemment dressée à rapporter rapidement à son maître les bâtons jetés à l’eau) et le lendemain assiste tranquillement, depuis le sommet d’une montagne, à la disparition "accidentelle" de Bellone et de John ...

## Éditions

### Éditions en anglais
- Moon-Face: A Story of Mortal Antipathy, dans The Argonaut (en), 21 juillet 1902.
- Moon-Face: A Story of Mortal Antipathy, dans le recueil Moon-Face & Others Stories, un volume chez  The Macmillan Co, New York, septembre 1906

### Traductions en français
- Pleine-Lune, traduit par Louis Postif, in Noir et Blanc, quotidien, mai 1934.
- Pleine-Lune, traduit par Louis Postif, in En rire ou en pleurer ?, recueil, 10/18, 1975.

## Sources
- (en) Jack London's Works by Date of Composition
- « Bibliographie de Jack London », sur jack-london.fr (consulté le 6 avril 2024)